# Kockelscheuer

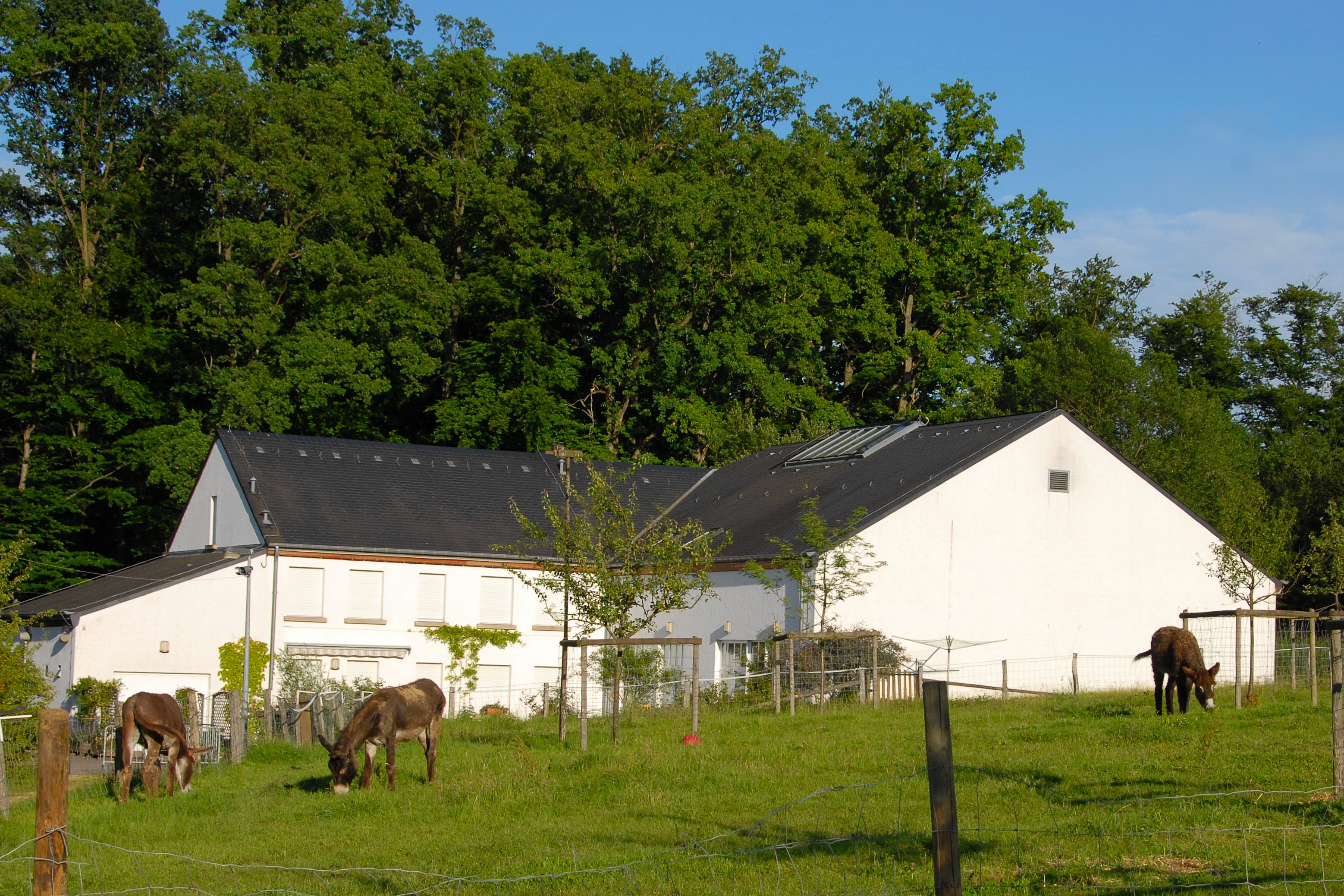
Haus vun der Natur

Kockelscheuer (lucembursky Kockelscheier) je malé město v komuně Roeser na jihu Lucemburska. V roce 2001 mělo 261 obyvatel.
Na severu města se nachází víceúčelová hala Kockelscheuer Sport Centre, kde každoročně v říjnovém termínu probíhá profesionální tenisový turnaj žen Luxembourg Open v rámci WTA Tour. Nachází se zde také hala pro lední hokej Patinoire de Kockelscheuer, kde se hrála divize III Mistrovství světa v ledním hokeji v letech 2008, 2010 a 2014.